# Шалішука
Шалішука — правитель імперії Маур'їв від 215 до 202 року до н. е. Був наступником Сампраті.
Пурани називають Шалішуку несправедливим правителем. Він вважався «праведником у словах», але «неправедним у справах», оскільки опікувався джайнізмом.